# Polsat 1
Polsat 1 – kanał polonijny Telewizji Polsat, uruchomiony 18 grudnia 2015 roku, będący zastąpieniem Polsat 2 za granicą. Jest przeznaczony dla odbiorców polskiego pochodzenia, przebywających za granicą.
6 kwietnia 2020 Polsat 1 zmienił swój logotyp oraz oprawę graficzną wraz z sąsiednimi kanałami Polsatu. 
30 sierpnia 2021 nastąpiła ponowna zmiana logotypu i oprawy graficznej, wraz z 24 kanałami Grupy Polsat, w tym Polsat 1.

## Oferta programowa
W ofercie kanału znajdują się seriale zarówno Polsatu, jak i zagraniczne, m.in.:
- Bóg mnie pokochał,
- Chirurdzy,
- Daleko od noszy. Reanimacja,
- Detektywi w akcji,
- Dlaczego ja?,
- Dzień, który zmienił moje życie,
- Dziwny anioł,
- Jednostka 19,
- Malanowski i Partnerzy,
- Miłość na zakręcie,
- Miodowe lata,
- Na krawędzi,
- Niania w wielkim mieście,
- Pamiętniki z wakacji,
- Pielęgniarki,
- Powiedz tak!,
- Przyjaciółki,
- Skazane,
- Ślad,
- Świat według Kiepskich,
- To nie koniec świata,
- Trudne sprawy,
- W rytmie serca,
- Zameldowani,
- Zawsze warto,
- Zdrady,

programy hobbystyczne i Bajki, np.:
- Atomówki
- Ben 10
- Dora poznaje świat
- Ewa gotuje,
- Magicy z ulicy,
- Młodzi Tytani: Akcja!
- Pełzaki
- SuperLudzie,
- Świnka Peppa
- Taaaka ryba;

programy rozrywkowe, np.:
- Chłopaki do wzięcia,
- Cztery wesela,
- Disco Gramy,
- Disco Polo. 25 lat później,
- Galileo,
- Gwiazdy kabaretu,
- Joker,
- Joke Show,
- Kabaret na żywo,
- Lepiej późno niż wcale,
- Love Island. Wyspa miłości,
- Moje disco, moje wszystko,
- My3,
- Nasz nowy dom,
- Ninja Warrior Polska,
- Rinke za kratami,
- STOP Drogówka,
- Śpiewajmy razem. All Together Now,
- The Story of My Life – Historia naszego życia,
- Tylko Jeden,
- Wyjdź za mnie,

## Logo
| Data wprowadzenia | Opis | Ilustracja |
| ----------------- | --- | ---------- |
| 18 grudnia 2015   | W pomarańczowym prostokącie wydrążona w białym kole cyfra 1. Pod spodem napis Polsat w czerwonym prostokącie. Na ekranie logo półprzeźroczyste. |            |
| 6 kwietnia 2020   | Logo podobne do poprzedniego. Cyfra 1 wydaje się być bardziej kwadratowa. Na ekranie logo półprzeźroczyste. Logo ujednolicone z Polsat 2.       |            |
| 30 sierpnia 2021  | Żółto-złote paski (na drugim jasnozielony) tworzące kulę, pod nim żółty napis „polsat 1”.                                                       |            |